# 分解联奏
分解联奏（英文：breakdown）是指乐曲中用各种乐器轮流独奏主题的段落，或如此来组织歌曲的风格。在蓝草音乐里，分解联奏尤其常见，例如Earl Scruggs的Foggy Mountain Breakdown和Bill Monroe的Bluegrass Breakdown。
由于乐器独奏部分在某些音乐里相对合奏部分较为简单，分解联奏经常和歇段混淆。